# Roger Coekelbergs

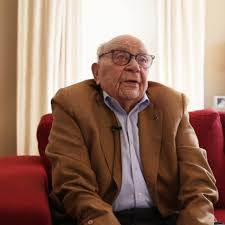
Roger Coekelbergs

Roger Fernand Robert, baron Coekelbergs (Bergen, 20 februari 1921 – Sint-Lambrechts-Woluwe, 4 maart 2021) was een Belgisch doctor in de wetenschappen en hoogleraar. Hij was lid van het verzet en politiek gevangene tijdens de Tweede Wereldoorlog.

## Levensloop
Coekelbergs doorliep de oude humaniora bij de jezuïeten van het Sint-Stanislascollege in Bergen (retorica 1938). In 1939 trad hij toe tot de Koninklijke Militaire School (85e promotie IC). In mei 1940 nam hij deel aan de Achttiendaagse Veldtocht en werd krijgsgevangen naar Duitsland gevoerd. In december van datzelfde jaar kon hij naar België terugkeren.
In januari 1941 schreef hij zich in aan de Katholieke Universiteit Leuven voor de kandidaturen scheikunde, fysica en geneeskunde. Na de oorlog voltooide hij deze studies aan de UCL, terwijl hij ook scheikunderepetitor was aan de Koninklijke Militaire School. In 1947 promoveerde hij tot licentiaat scheikunde en in 1951 tot doctor in de scheikunde en behaalde hierbij de grootste onderscheiding. Met beurzen die hij ontving van het Nationaal Fonds voor Wetenschappelijk Onderzoek en van de Carlsbergstichting kon hij nog verder gaan studeren in Denemarken bij Niels Bohr.
Hij werd vervolgens benoemd tot docent en daarop tot hoogleraar aan de Koninklijke Militaire School. Hij was er decaan van 1977 tot 1986, het jaar waarin hij met emeritaat ging.
In de volgende dertig jaar bleef hij actief, voornamelijk bij de voormalige leden van het verzet en hun verenigingen. Hij bleef fysiek en geestelijk gezond tot enkele dagen voor zijn honderdste verjaardag. Na een ongelukkige val werd hij opgenomen in het AZ Saint-Luc, waar hij overleed. De uitvaart vond plaats in de Sint-Annakerk in Ukkel.

## Onderzoek
Naast zijn academische activiteiten, ontwikkelde Coekelbergs ook wetenschappelijke opzoekingen. 
In 1953, dankzij steun van de Militaire School en van de Union Minière du Haut Katanga, richtte hij een onderzoekslabo voor nucleaire scheikunde op. Dit mondde uit op verder onderzoek in de schoot van de Militaire School, hoofdzakelijk gericht op de klassieke scheikunde en fysica.
In 1957 werd hij Belgisch afgevaardigde binnen een Europese informatiezending van de Europese Gemeenschap voor Atoomenergie betreffende reactoren. Hij werd vervolgens bestuurder van het Belgische Vennootschap voor nucleaire scheikunde (Belchim).
In 1958 werd hij voorzitter van het Interuniversitair Instituut voor Nucleaire Wetenschappen (IISN) en Belgisch vertegenwoordiger bij de hoofdzetel in Genève.

## Verzet
Na zijn terugkeer uit krijgsgevangenschap werd Coekelbergs actief in de Verzetsgroep Luc-Marc, inlichtingen- en actiegroep. In augustus 1941 organiseerde hij een anti-Rex-manifestatie en werd hiervoor een maand opgesloten in het Fort van Breendonk, waar hij een slechte behandeling onderging. 
Nadat hij weer vrij kwam hernam hij zijn activiteiten binnen de groep Luc-Marc en richtte een belangrijke inlichtingengroep op in Henegouwen. Dankzij een radiozender werd rechtstreeks contact met Londen georganiseerd. Hij opereerde verder met de titel van kapitein.
Na de Bevrijding sloot hij aan bij het Amerikaanse leger tijdens de verovering van Duitsland. Nadien integreerde hij in het Belgisch leger de Vierde Infanteriebrigade, zijn oorspronkelijke eenheid.
Hij bleef zich actief inzetten voor het Breendonk Memoriaal en werd er voorzitter van (2000-2011). Vanaf 2000 werd de renovatie van het memoriaal ingezet. Hij werd ook voorzitter van de Koninklijke Unie van Inlichtings- en Actiediensten.

## Eerbetoon
- In 2005 werd hij bevorderd tot grootofficier in de Leopoldsorde. Hij werd tevens bevorderd tot grootofficier in de Orde van Leopold II en commandeur in de Kroonorde.
- In 2013 werd hij opgenomen in de erfelijke Belgische adel, met de persoonlijke titel baron.

## Privé
Coekelbergs was in 1944 getrouwd met Lucy Letocart (1917-1994). Ze hadden een zoon genaamd Claude (1945-1996). Hij hertrouwde in 2016 met zijn partner van vele jaren, Thérèse-Marie (Esther) Vanden Abeele (1932).

## Publicaties
- Au nom des victimes et des anciens, in: Auffanglager, Willebroek (zie onder 'literatuur').
- Retour vers le futur, in: Livre-mémorial (zie onder 'literatuur').
- Introduction, in: Les sept de Mons (zie onder 'literatuur').
- Les Services de Renseignement et d'Action, un extraordinaire exemple de citoyenneté, Koninklijke Unie van Inlichtings- en Actieagenten.
- De Inlichtings- en Actiediensten, een buitengewoon voorbeeld van burgerschap, Koninklijke Unie van de Inlichtings- en Actieagenten.